# Buenolândia
Buenolândia é um distrito da cidade de Goiás, conhecido como "Marco Zero de Goiás".
Sua história está ligada ao retorno de Bartolomeu Bueno da Silva, o Moço, ao território de Goiás, guiado pelas picadas, que tornaram o caminho mais fácil e transitável.
Nessa viagem, Bueno se deteve longamente no local denominado Barra,, na junção dos rios Vermelho e Bugre, onde encontrou um boa mina. Ali erigiu e fundou, em 6 de julho de 1726, o povoado de Arraial da Barra, o primeiro do estado, composto por ranchos de palha e desprovido de construções mais sólidas, já que tinha caráter provisório.
Depois que foram descobertas as minas de Vila Boa, bem maiores, para ali se passaram quase todos os habitantes da Barra e levantaram o arraial de Nossa Senhora Sant’Ana.
Em 10 de Agosto de 2023 foi sancionada pelo governador do Estado de Goiás Ronaldo Caiado a Lei Estadual n° 22.202 que institui o Marco Zero de Goiás como Patrimônio Histórico Cultural do Estado de Goiás.
Por iniciativa de Natanael Rosa Santos e Gomes (Nael Marco Zero) morador local que então reivindicou o reconhecimento por lei e recebida pelo autor  Deputado Estadual por Goiás, Lucas Calil , propositor da Lei aprovada na Assembleia Legislativa do Estado de Goiás.
No local celebrou a Lei em vigor datada e registrada como "Festa do Marco Zero de Goiás". 